# Пауци
Пауци (Araneae) је најпознатија и истовремено најбројнија група (обухватају око 46.000 врста) међу пауколиким животињама за коју је карактеристично присуство посебних паучинастих жлезда. Пауци су зглавкари који имају четири пара ногу и хелицере са очњацима којима убризгавају отров. Тело им је изграђено од два дела, прозоме и опистозоме, који су спојени узаним делом названим дршка (pedicel). Екстремитети су присутни само на прозоми. Углавном су копнене животиње (само у појединачним случајевима могу секундарно прећи на живот у води) величине од 0,4 mm па и до 10 cm. Најмањи паук на свету је пату дигуа (0,37 mm). Пауци су распрострањени свуда где има инсеката, а посебно у тропским пределима. Већина паукова су карниворни облици и хране се углавном различитим инсектима које хватају у мреже исплетене од паучине.
Њихови абдомени имају додатке који су модификовани у брадавице које истискују паучину из жлезда, које могу бити заступљене са до шест типова. Паукове мреже знатно варирају по величини, облику и количини кориштених лепљивих нити. Претпоставља се да су мреже са спиралним обрасцем једна од најранијих форми, и пауци који производе уплетене паучине су заступљенији и разноврснији од паука са спиралном паучином. Арахниде које наликују на пауке са жлездама које производе свилу су се појавиле током Девона периода пре око 386 милиона година, мада те животиње нису имале млазнице за формирање предива. Прави пауци су нађени у карбонским стенама из периода пре 318 до 299 милиона година. Они су веома слични најпримитивнијем преживелом подреду, Mesothelae. Главне групе модерних паука, Mygalomorphae и Araneomorphae, су се појавиле током периода Тријас, пре око 200 милиона година.

## Спољашња анатомија
Тело је подељено, како је већ речено, на два дела спојена дршком. То су:
- прозома која је сегментисана и на којој се налазе 4 пара ногу (екстремитета), очи и усни делови;
- опистозома која није сегментисана и нема екстремитете већ се на њеном задњем делу, са трбушне стране налази 2-3 пара паучинастих брадавица на којима се налази велики број (и до 300) отвора паучинастих жлезда; на трбушној страни налазе се и полни отвор као и плућни отвори.

Први пар екстремитета су хелицере, као код свих пауколиких животиња (Chelicerata) и налазе се изнад и испред уста од којих су одвојене рострумом (горња усна). Помоћу њих пауци хватају плен, а затим га убадају квргастом, зашиљеном канџицом. Близу врха канџице налази се отвор отровне жлезде који паралише и усмрти плен.
Други пар екстремитета на прозоми су педипалпи смештени бочно од уста. Код женки се овај пар екстремитета не разликује много од осталих ногу за ходање, док код мужјака добија улогу копулаторног органа у парењу.
Остала четири пара екстремитета су ноге за ходање и сваки се састоји од по 7 сегмената, а завршава са по 2-3 канџице. Код паукова који на опистозоми имају посебан орган за испредање паучине, тзв. крибелум (cribellum), имају истовремено и на задњим ногама два реда повијених трнова названих каламиструм (calamistrum). Оба ова специјализована органа, крибелум и каламиструм, се код одраслих мужјака губе или остају у закржљалом облику.
Очи припадају типу простих очију, оцела, као код инсеката. Најчешће пауци имају по осам очију распоређених у два попречна низа по четири, а ређе 2, 4 или 6 ока смештена ближе предњој ивици. Постоје и врсте код којих је по целој површини главе распоређен већи број очију, као и оне које немају очи (пећинске врсте). У очима паукова налази се материја, названа тапетум, која рефлектује светлост тако да им очи светле у мраку. Врсте које лове плен тако што трче за њим имају боље развијене очи од оних које плен лове мрежом. Распоред очију као и њихов број су таксономске особине.

## Унутрашња анатомија

### Систем за варење
Систем за варење почиње устима која су прилагођена узимању течне хране па тако варење започиње ван тела. Паук у плен убризгава отров који га паралише, а затим на његово тело излучује секрет из пљувачних жлезди. Секрет претвара тело плена у полутечну храну која се, затим, тзв. желуцем за сисање усисава. Желудац за сисање је у ствари део предњег црева специфичне грађе прилагођен за усисавање житке хране. Усна дупља и ждрело образују цев за спровођење течне хране до једњака који је такође цеваст и протеже се до желуца. На горњем делу ждрела налазе се длачице које спречавају да чврсте честице хране доспеју у једњак. Читаво предње црево обложено је кутикулом (то указује да је пореклом од ектодерма) која је посебно задебљала у желуцу. Желудац је обложен снажним мишићима који производе покрете пумпе усаглашене са сличним покретима усне дупље и ждрела усисавајући храну. Иза желуца се наставља средње црево које је без кутикуле јер је ендодермалног порекла. Средње црево је јако разгранато у многобројне дивертикулуме у којима се обавља главно варење хране. Задње црево, обложено кутикулом и ектодермалног порекла као и предње, има добро развијен омотач од мишића. Од места спајања средњег и задњег црева полази проширење у виду мешка од кога се одваја кратка цев (rectum) која води до аналног отвора.

### Респираторни систем
Пауци дишу помоћу две врсте органа, а ретко која врста има само једну врсту респираторних органа:
- листолика плућа су кесастог облика и представљају уврате телесног зида, плућне кесе, који се ка спољашњој средини отварају пукотинастим отворима; са зида плућне кесе полази низ листоликих израштаја који су у ствари јако спљоштени кесасти набори телесног зида; примитивни пауци, као нпр. тарантуле, имају два пара ових плућа док друге врсте поседују само један пар;
- трахеје су систем разгранатих цевчица које прожимају читаво тело и обложене су кутикулом која је спирално задебљала; почињу отворима, стигмама; сматра се да су настале преображајем листоликих плућа.

### Крвни систем
Крвни систем се састоји од срца које је смештено у срчаној кеси (перикардијуму) у опистозоми изнад црева. У срце крв доспева из органа за дисање, а затим из њега одлази у сва ткива и органе Тако од њега полазе:
- аорта ка напред и продужава се у педицел и прозому до желуца за сисање где се прво грана на две гране, а затим на многобројне које снабдевају крвљу разне органе у прозоми;
- каудална артерија ка назад и која се такође грана на гране за паучинасте брадавице и друге органе;
- латералне артерије које полазе са бочних страна срца.

### Систем за излучивање
Пауци имају две врсте екскреторних органа:
- Коксалне жлезде које нису тако добро развијене као код осталих пауколиких животиња; код примитивних врста присутна су два, док остале имају један пар коксалних жлезда;
- Малпигијеве цевчице које се гранају између цревних проширења и представљају главне органе за излучивање гуанина у кристалном облику; сматра се да и неке ћелије црева имају ту екскреторну функцију.

### Нервни систем и чула
Одрасли пауци имају нервни систем сконцентрисан у прозоми тако што су ганглије међусобно спојене око једњака у облику прстена тако да нема границе између мозга (на леђној страни) и нервне масе на трбушној (испод једњака). Од мозга полазе нерви за очи и хелицере, док од ганглије испод једњака (субезофагијална ганглија) полазе нерви за педипалпе и остале ноге за ходање. Постоје и ганглије које су у вези са радом система за варење као што су:
- стомодеална ганглија смештена одмах иза мозга и са које полазе нерви за инервацију ждрело
- пар ганглија са којих полазе нерви за желудац за сисање.

Поред очију, као чулних органа, пауци поседују и друга чула која су јаче или слабије развијена зависно од врсте и њеног начина живота. Органи чула додира, у облику длачица које су у вези са завршецима нерава, распоређени су по целом телу. О чулу укуса и мириса се код паукова јако мало зна. Посебни органи, лирифирмни органи, представљају чуло слуха. Са спољашње стране се распознају као пукотине у кутикули чланака екстремитета.

### Полни органи
Пауци су одвојених полова, а њихове полне жлезде са одводима смештене су у опистозоми.
Мушки полни систем се састоји од тестиса који су о облику две дугачке цеви у предњем делу опистозоме. Ка напред се ове цеви настављају у изувијане семеводе (vasa diferentia) који се спајају у заједнички мешак (семинална везикула), а он се отвара по средини опистозоме. Улогу копулаторног органа мужјака играју педипалпи. Обично мужјаци у фино испредену мрежу полажу спермалну течност да би је затим специјализованим педипалпима унели у полни отвор женке. Приликом парења мужјак се излаже опасности када се приближава женки пошто га она на мрежи може заменити са пленом. Зато он прави тачно одређене покрете којима женки указује на своје намере. Нит мреже на којој се креће он љуља, а другу нит на којој стоји женка он трза.
Женски полни систем састоји се од:
- парних јајника, који су пре полагања јаја веома крупни и заузимају већи део опистозоме
- парних јајовода
- непарне материце (утеруса)
- непарне вагине које је обложена кутикулом
- сперматека која је као и вагина обложена кутикулом пошто и једна и друга настају као уврати телесног зида

## Биологија паукова
Према начину живота, односно, углавном начину хватања инсеката, пауке је могуће сврстати у два основна типа:
- скитнице, који хватају инсекте у трку или скоку и
- мрежаре, који у те сврхе плату мреже од паучине.

Паучинасте жлезде продукују еластичну беланчевину, паучину, која је у облику лепљивих нити и служи за:
- плетење мреже у коју упада плен;
- израду кокона у облику дебеле чахура у којој се налазе и заштићена су јаја и коју женка чува или носи са собом;
- израду стана тако што нпр. код паукова који живе у рупицама ископаним у земљи зидови тих рупица су обложени паучином или код оних који живе на дрвећу помоћу паучине савију листове у цевчице у којима живе (види слику десно)и др.
- далека путовања ваздухом помоћу дугачке нити за коју се паук прикачи и лети ношен ваздушним струјањима

Паучина се излучује у течном облику да би очврсла тек у додиру са ваздухом. Мреже изграђене од паучине заузимају просторе различите по величини и облику зависно од врсте паука који их плете. Тако пауци који живе на дрвећу плету велике мреже изграђене од влакана распоређених у свим правцима, док кућни пауци плету водоравне мреже од густо испреплетаних нити. Паучина се излива у течном облику из многобројних отвора на паучинастим жлездама, на ваздуху очврсне у велики број нити које се затим помоћу каламиструма сједињују у једну дебљу нит и од ње се плете мрежа.
Паук плете мрежу по тачно одређеној шеми. Наиме, прво на погодном месту исплете оквир мреже који је најчешће четвороугаоног или полигоналног, неправилног облика и причврсти га за чврст ослонац (зид, гранчице и др.). Затим испреда нити по дијагоналама унутар оквира а онда радијалне нити од центра оквира ка његовој периферији. На крају плете спиралне нити којима повезује целу мрежу и посипа их сићушним лепљивим капљицама за које се, као за лепак, хватају инсекти (видети слике десно). Недалеко од постављене мреже, обично на неком скровитом месту, паук гради гнездо које је спојено преко једног сигналног влакна са самим центром мреже. Преко тог влакна, паук који мирује у гнезду је обавештен када се плен ухвати у мрежу.
Плетење мреже представља предуслов за успешан лов који се састоји у стрпљивом чекању да плен (најчешће инсекти) улети у мрежу и у њу се уплете. Пре него што почне да из њега исисава сокове, паук свој уловљени плен претходно добро обавије паучином (видети слике десно).

## Класификација
Ред паукова (Araneae) дели се на три подреда:
- лифистиоморфе (Liphistiomorphes)
- мигаломорфе (Mygalomorphes)
- аранеоморфе (Araneomorphes)
- Лифистиоморфе обухватају најпримитивније врсте које насељавају разне крајеве источне Азије. Имају сегментисану опистозому, 7-8 паучинастих брадавица, крупно тело и два пара плућа. Подељене су на две фамилије:
  - лифистииде (Liphistiidae) са главним представником, родом лифистиус (Liphistius)
  - хептателиде (Heptathelidae) са родом хептатела (Heptathela).
- Мигаломорфе обухватају 12 фамилија које су распрострањене по читавој планети Земљи, док више од трећине врста ове фамилије живи у Јужној Америци. Од познатијих врста овој фамилији припадају:
  - паук замкар
  - птичји паук
  - тарантула и др.
- Аранеоморфе су најбројније и обухватају преко 50 фамилија и неке од најпознатијих врста међу пауцима:
  - црна удовица, један од најотровнијих паукова
  - паук крсташ
  - осолики паук
  - паук скакач
  - вучји паук и др.

## Пауци и људи

### Уједи паука
Мада постоји широко распрострањена бојазан од паука, само је неколико врста опасно за људе. Пауци ће једино ујести људе у самоодбрани, и мали број врста производи горе ефекте од убода комарца или пчеле. Већина паука са медицински опасним уједима, као што су пустињски пауци и удовице, би радије побегли и уједају једино ако су заробљени, иако до тога лако може доћи случајно. Одбрамбена тактика паука левкасте мреже обухвата показивање очњака и отрова, мада они ретко врше знатна убризгавања, познато је 13 смртних случајева током периода од 50 година. Они се сматрају најопаснијим пауцима на свету по клиничком основу и токсичности венума, иако се та тврдња такође приписује бразилском лутајућем пауку, због много чешћих несрећа.
Било је око 100 поуздано потврђених смртних случајева због уједа паука током 20. века, у поређењу са око 1.500 од убода медуза. За многе наводне случајеве уједа паука се може претпоставити да су дате погрешне дијагнозе, што отежава проверу ефикасности третмана правих уједа.

### Користи за људе
Паукови отрови би потенцијално могли да буду алтернатива пестицидима која у мањој мери загађује околину, јер су смртоносни за инсекте, док је велика већина њих безопасна за кичмењаке. Аустралијски пауци левкасте мреже су вероватно добра почетна тачка, пошто већина инсеката који су штеточине нису имали прилику да развију било какав вид имуности на њихов отров, и та врста паука добро напредује у заточеништву и лако се „музе“. Претпостаља се да је могуће деловати на одређене штеточине (као што су Helicoverpa armigera врсте) дизајнираним генима за продукцију паучних токсина које би преносили вируси који их инфицирају.
Чоли народ Маја користи напитак направљен од отрова Brachypelma vagans врсте тарантуле за третман стања које они називају 'тарантулин ветар', чији симптоми обухватају бол у грудима, астму и кашљање.
Могуће медицинске примене паукових отрова се истражују за третирање аритмије срца, Алцхајмерове болести, можданих удара, и импотенције.
Пептид GsMtx-4, присутан у отрову Brachypelma vagans врсте, се испитује да би се утврдило да ли се може ефективно примењивати у третману срчане аритмије, маскуларне дистрофије или глиома.
Пошто је паукова свила веома лагана и веома јака, ради се на њеној продукцији у козјем млеку и у биљном лишћу, применом генетичког инжењерства.
Пауци се исто тако могу користити као храна. Кувани тарантула пауци се сматрају деликатесом у Камбоџи, и код Пиароа индијанаца у јужној Венецуели – под условом да се врло иритантне длаке, које су главни одбрамбени систем паука, прво уклоне.

### Арахнофобија
Арахнофобија је специфична фобија — она је абнормални страх од паука или било чега што подсећа на пауке, као што су мреже или облици који наликују пауцима. Она је једна од најчешћих специфичних фобија, и поједине статистике показују да 50% жена и 10% мушкараца показују симптоме. То може да буде претерана форма инстинктивног респонса који је помогао раним људима да преживе, или културни феномен који се најчешће среће код предоминантно Европских друштава.